# Bisert
Bisert (ryska Бисерть) är en ort i Sverdlovsk oblast i Ryssland. Folkmängden uppgår till cirka 10 000 invånare.
Bisert erhöll stadsrättigheter 1942.